# Bartini Stal-6
Bartini Stal-6 je bilo enomotorno propelersko eksperimentalno letalo, ki so ga razvijali v Sovjetski zvezi v 1930ih. Letno testiranje se je začelo leta 1933, pilota sta bila A.B.Jumašjev in P.M.Stefanovski. Med testiranjem so postavili nov sovjetski hitrostni rekord, so pa imeli težave s hlajenjem motorjev. Na koncu so letalo po, samo enem zgrajenem prototipu, preklicali.

## Specifikacije (Stal-6)
- Posadka: 1
- Dolžina: 6,88 m (22 ft 6-3/4 in)
- Razpon kril: 9,0 m (29 ft in)
- Površina kril: 14,3 m2 (154 ft2)
- Prazna teža: 850 kg (1874 lb)
- Gros teža: 1080 kg (2381 lb)
- Motor: 1 × V-1570 Curtiss Conqueror, 469 kW (630 KM)

- Največja hitrost: 420 km/h (261 mph)
- Hitrost vzpenjanja: 21 m/s (4135 ft/min)